# 岩田さゆり Best+
岩田さゆり Best+（いわたさゆり ベストプラス）は、岩田さゆりの1枚目のベストアルバム。限定盤と通常盤の2枚がある。限定盤にはDVDが付属している。

## 概要
- 初のベストアルバム。16曲中8曲がアルバム初収録で、その中の6曲は歌手活動を休止した2006年以降にレコーディングした当アルバムでの初収録作品である[3]。
- 「壊れたピアノ」は、栗林誠一郎の作曲作品としてはZARDの「I can't tell」（君とのDistance収録）以来2年9ヶ月ぶりとなる。
- 当アルバムにおいてのプロモーションでは、UHF局を除くテレビ番組、Music Freak Magazine及び本作発売以後を除く雑誌では一切公表しないというスタンスを取っていた。
- 初回盤はDVD付で[2]、その内容は歌詞カード内の写真撮影及び岩田自らが納得いくまでボーカルテイクを取っている姿が見られる[4]。

## 収録曲
1. 空色の猫
作詞:AZUKI七 作曲:中村由利 編曲:古井弘人
2. Thank You For Everything
作詞:岩田さゆり 作曲:小林正範 編曲:鎌田真吾
3. LailaLai
作詞:岩田さゆり 作曲:柴山一幸 編曲:鎌田真吾
4. 空飛ぶあの白い雲のように
作詞:三枝夕夏 作曲:大野愛果 編曲:徳永暁人
5. 嘘
作詞:アツミサオリ 作曲:大葉るか 編曲:Lee Jae-Kwan
6. step up tears
作詞:岩田さゆり 作曲･編曲:大島こうすけ
7. 碧
作詞:凛々 作曲:當眞健司 編曲:寺地秀行･Pierot Le Fou
8. 最後のラブレター
作詞:岩田さゆり 作曲:宇津本直紀 編曲:鎌田真吾
9. 時効
作詞:岩田さゆり 作曲:平賀貴大 編曲:池田大介
10. 「忘れない」
作詞:凛々 作曲:須藤智之 編曲:鎌田真吾
11. 不機嫌になる私
作詞･作曲:小松未歩 編曲:MissTy
12. 言葉
作詞:岩田さゆり 作曲･編曲:小澤正澄
13. First Love
作詞:上原あずみ 作曲:小澤正澄 編曲:林良
14. 壊れたピアノ
作詞:岩田さゆり 作曲:栗林誠一郎 編曲:Lee Jae-Kwan
15. 明日は今日より笑っていられますように
作詞:凛々 作曲:Bonn 編曲:小澤正澄
16. さよならと…
作詞:凛々 作曲･編曲:小澤正澄

## 参加ミュージシャン
- 古井弘人（GARNET CROW） - シンセサイザー
- 岡本仁志（GARNET CROW） - ギター
- 徳永暁人（doa） - アコースティックギター、ベース、プログラミング
- 寺島良一 - ディレクター、ギター
- 増崎孝司（DIMENSION） - ギター
- 小野塚晃（DIMENSION） - ピアノ
- 大島こうすけ - キーボード、プログラミング
- 新津健二 - ベース
- TAMA MUSIC Strings - ストリングスセクション
- 池田大介 - シンセサイザー
- 小澤正澄 - ギター、シンセサイザー